# امپراتریس سون‌میونگ‌هیو
امپراتریس سون‌میونگ‌هیو یا به‌طور تحت‌اللفظی با عنوان سون‌میونگ، امپراتریس تقوای فرزندی (کره‌ای: 순명효황후; هانجا: 純明孝皇后; لاتین‌نویسی اصلاح‌شده: Sunmyeonghyohwanghu؛ ۸ نوامبر ۱۸۷۲ – ۲۳ اکتبر ۱۹۰۴)، نخستین همسر ولیعهد یی چوک بود که بعداً آخرین امپراتور امپراتوری کره شد.